# Manchester (Tennessee)
Manchester város az Amerikai Egyesült Államok Tennessee államában, Coffee megyében, melynek megyeszékhelye is. Lakosainak száma 12 212 fő (2020. április 1.).

## Népesség
A település népességének változása:

| 2010 | 10 102 |
| 2020 | 12 212 |